# Tasmantrix thula
Tasmantrix thula là một loài bướm đêm thuộc họ Micropterigidae. Loài này có ở miền đông Úc, ở đó Loài này có ở miền bắc Queensland, from Devil’s Thumb và Mossman
Gorge ở phía bắc đến Mission Beach và from Herberton State Forest to Mission beach.
Chiều dài cánh trước khoảng 3.2 mm đối với con đực và 3.8 mm đối với con cái. ==Chú thích==
1. ↑  Micropterigidae (Lepidoptera) of the Southmiền tây Pacific: a revision with the establishment of five new genera from Australia, New Caledonia và New Zealand